# ニカラグアの国章
ニカラグアの国章（ニカラグアのこくしょう）は1823年8月21日に（中央アメリカの国章として）初めて採用されたが、歴史の中で幾度かの変遷を経験し、最後に採用された様式（1999年現在）は1971年に導入されたものである。

## 意味
三角形は平等を意味し、虹は平和を意味し、gorro frigio（フリジア帽）は自由を象徴し、五つの火山は中央アメリカの五つの国家の統一と兄弟愛を表現している。

## 歴代の国章

1823年-1825年の国章
1825年-1842年の国章
1854年の国章
1898年の国章
1896年-1908年の国章
1908年-1971年の国章
1971年-1999年の国章